# Bomy
Bomy is een gemeente in het Franse departement Pas-de-Calais (regio Hauts-de-France) en telt 604 inwoners (1999). De plaats maakt deel uit van het arrondissement Sint-Omaars.

## Naam
De spelling van de naam van het dorp heeft door de eeuwen heen gevarieerd. Chronologisch heette het achtereenvolgens: Bommi (1184), Bomi (1188), Boumi (1223), Bomy (1321), Bonmy (1375), Bommy (1512) en Bomy (sinds 1793). Hierna kreeg en behield het zijn huidige naam en spellingswijze.
De naam van de plaats luidt in het Frans-Vlaams: Bomi.

## Geografie
De oppervlakte van Bomy bedraagt 14,5 km², de bevolkingsdichtheid is 41,7 inwoners per km².

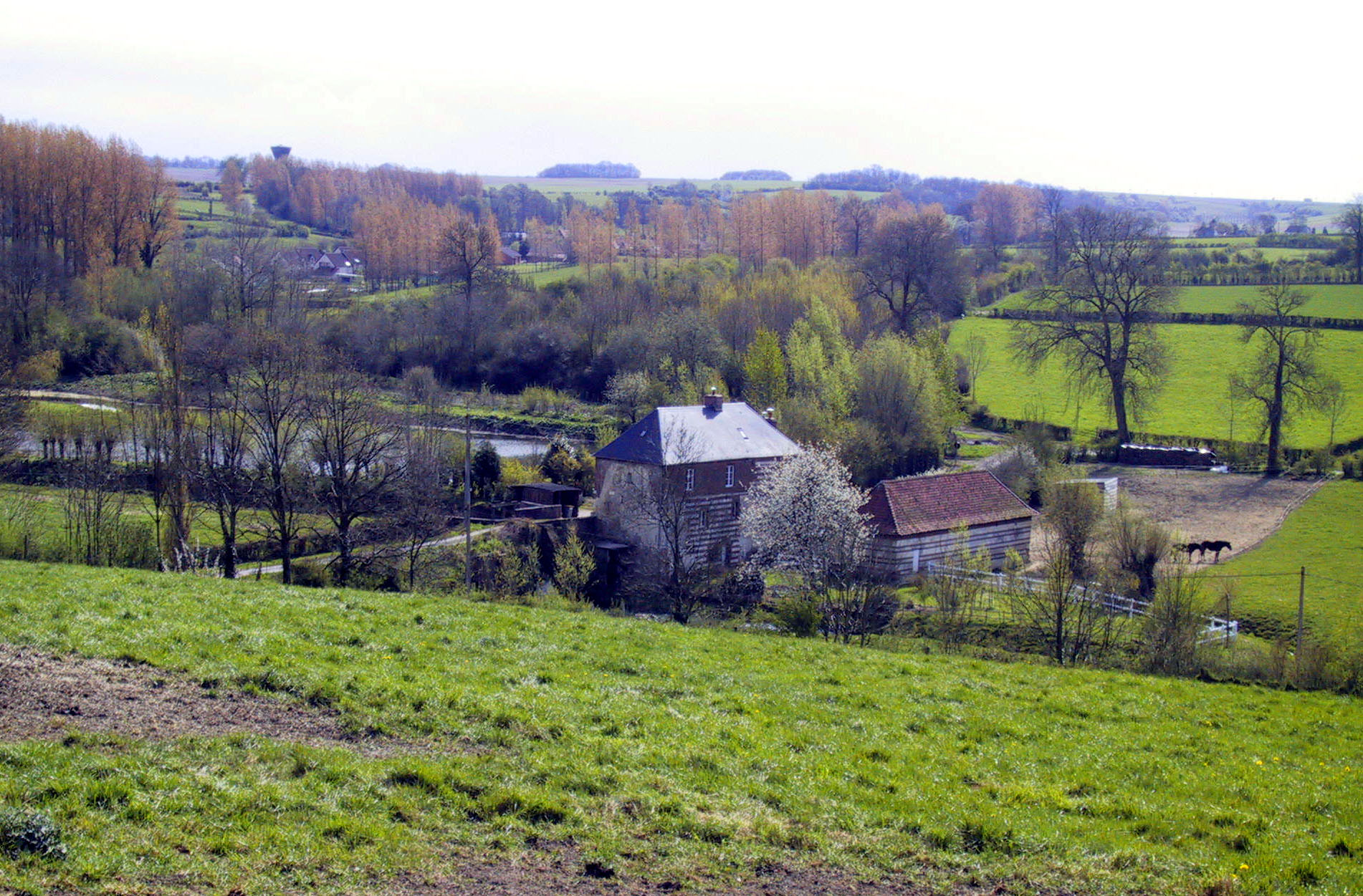
Bomy

De onderstaande kaart toont de ligging van Bomy met de belangrijkste infrastructuur en aangrenzende gemeenten.

## Demografie
Onderstaande figuur toont het verloop van het inwonertal (bron: INSEE-tellingen).